# Битка код Нешвила
Битка за Нешвил (енгл. Battle of Nashville) била је дводневна битка на западном ратишту Америчког грађанског рата која је представљала крај великих борби западно од обалских држава у Америчком грађанском рату. Борбе су вођене 15 -16. децембра 1864. године у Нешвилу у држави Тенеси, између јужњачке Армије Тенесија (енгл. Army of Tennessee) под вођством генерал-потпуковника Џона Бела Худа (енгл. John Bell Hood) и северњачке Армије Камберленда (енгл. Army of the Cumberland) под вођством генерал-мајора Џорџа Х. Томаса (енгл. George H. Thomas). У једној од највећих победа које је војска Уније постигла током рата, Томас је напао и разбио Худову војску, у великој мери уништивши је као ефикасну борбену силу.

## Позадина
Јужњачки генерал Џон Бел Худ (енгл. John Bell Hood), заповедник јужњачке Армије Тенесија (енгл. Army of Tennessee), је после пораза у бици за Атланту (у Џорџији) кренуо ка северозападу да поремети железничке линије снабдевања генерал-мајора Виљема Т. Шермана од Чатануге до Атланте, надајући се да ће увући Шермана у битку на повољнијем терену. Након кратког периода гоњења, Шерман је одлучио да се одвоји и уместо тога изведе свој Поход до мора, од Атланте до Саване у Џорџији, препуштајући питање Худове војске и одбране Тенесија генералу Џорџу Х. Томасу (енгл. George H. Thomas), заповеднику северњачке Армије Камберленда (енгл. Army of the Cumberland). Худ је планирао да упадне у Тенеси и порази Томасову војску док је била географски подељена. Прогонио је војску генерал-мајора Џона М. Скофилда (енгл. John M. Schofield) од Пуласког до Колумбије, а затим је покушао да је пресретне и уништи на Спринг Хилу (енгл. Spring Hill). Због низа погрешних комуникација команде Конфедерације у бици код Спринг Хила (29. новембра 1864), Скофилд је успео да се повуче из Колумбије и прође поред Худове војске на Спринг Хилу са релативно неоштећеном војском.
Бесан због свог неуспеха на Спринг Хилу, Худ је прогонио Скофилда на северу и наишао на војску Уније код Франклина иза јаких утврђења. У бици код Франклина 30. новембра, Худ је послао скоро 31.000 својих људи да нападну утврђења Уније пре него што се Скофилд могао повући преко реке Харпет (енгл. Harpeth River) и побећи у Нешвил. Војници Уније одбили су вишеструке нападе и нанели преко 6.000 жртава Јужњацима, међу којима је био и велики број кључних генерала Конфедерације, наносећи велику штету руководству Армије Тенесија.
Скофилд се повукао из Франклина током ноћи и кренуо у утврђења Нешвила 1. децембра, долазећи под команду Томаса, који је сада имао укупне снаге од приближно 55.000 људи. Углавном, његове трупе су биле ветерани, 4. корпус под бригадним генералом Томас Ј. Вудом (енгл. Thomas J. Wood) и Скофилдов 23. корпус који су се борили у кампањи за Атланту, и Одред Армије Тенесија (део расформираног 16. корпуса, који је формиран под овим необичним именом 6. децембра) генерал-мајора Ендру Смита (енгл. Andrew J. Smith) који се борио код Виксбурга, у кампањи на Црвеној Реци (енгл. Red River Campaign) и код Тупела (енгл. Battle of Tupelo) против генерал-мајора Стивена Лија (енгл. Stephen D. Lee) и Нејтана Фореста (енгл. Nathan Bedford Forrest), и у Мисурију против Стерлинга Прајса (енгл. Sterling Price) . Док је Вилсонова коњица имала борбено искуство, већином је била тучена од стране Фореста, Џона Хант Моргана (енгл. John Hunt Morgan) или Џоа Вилера (енгл. Joe Wheeler). Само је дивизија генерал мајора. Џемса Стидмана (енгл. James B. Steedman) била без искуства. Састојала се од гарнизонских трупа и железничких стражара из Тенесија и Џорџије, а укључивала је осам пукова Обојених Трупа Сједињених Држава  (енгл. United States Colored Troops).
Снаге Уније су градиле одбрамбена утврђења око Нешвила још од времена када је град окупиран у фебруару 1862. До 1864. године, 7 километара дуга полукружна одбрамбена линија Уније на јужној и западној страни града штитила је Нешвил од напада из тих праваца. Линија је била начичкана тврђавама, а највећа је била Форт Негли (енгл. Fort Negley). Линија рова продужена је на запад након 1. децембра. Река Камберленд (енгл. Cumberland River) формирала је природну одбрамбену баријеру на северној и источној страни града. Смитове трупе стигле су реком 30. новембра, а њихов транспорт пратила је моћна флота дрвених и гвоздених топовњача. Тако је речна баријера била добро заштићена.
Од истока према западу, одбрамбену линију опслуживали су Стидманова дивизија, 23. корпус, 4. корпус и Смитов одред 16. корпуса. С обзиром на чињеницу да су се снаге Уније састојале од трупа Армије Камберленда, Армије Охаја (енгл. Army of the Ohio), Армије Тенесија (енгл. Army of the Tennessee), округа Етова (енгл. District of Etowah) и станице Нешвил (енгл. Post of Nashville), снаге у Нешвилу нису имале званично име.
Худова Армија Тенесија стигла је јужно од града 2. децембра и заузела положаје окренуте снагама Уније у граду. Како није био довољно јак да нападне утврђења Уније, Худ се одлучио за одбрану. Уместо да понови свој бесплодни фронтални напад као код Франклина, он се учврстио и чекао, надајући се да ће га Томас напасти. Затим, након што би Томас разбио своју војску против утврђења Конфедерације, Худ би могао да изврши контранапад и заузме Нешвил.
Линија Конфедерације од око четири миље утврђења била је окренута ка јужном делу линије Уније (делу који су заузимали Стидман и Скофилд). С десна на лево налазио се корпус генерал-мајора. Бењамина Ф. Четама (енгл. Benjamin F. Cheatham), генерал-потпуковника Стивена Д. Лија и генерал-потпуковника Александра П. Стјуарта (енгл. Alexander P. Stewart). Коњица којом је командовао бригадни генерал Џемс Р. Чалмерс (енгл. James R. Chalmers) била је на југозападу града. Леви бок Конфедерације био је осигуран са пет малих одвојених редута, од којих је сваки имао два до четири топа са гарнизонима од око 150 људи.
Худ је пре битке направио озбиљну стратешку грешку. 2. децембра послао је три бригаде дивизије Вилијама Б. Бејта (енгл. William B. Bate) из Четамовог корпуса да нападну пругу Нешвил-Чатануга између Нешвила и Марфрисбороа (енгл. Murfreesboro), као и гарнизон Уније у потоњем граду. Три дана касније, послао је додатне две бригаде пешадије и две дивизије коњаника, све под Форестовом командом, да појачају Бејта. Худ је веровао да ће ова диверзија извући Томаса из утврђења у Нешвилу, омогућавајући Худу да или појединачно победи Томаса или да заузме Нешвил препадом након што се његов гарнизон исцрпи. Док је пруга између Нешвила и Марфрисбороа била покварена на више места, гарнизон Марфрисборо одбио је Јужњаке у Трећој бици код Марфрисбороа (енгл. Third Battle of Murfreesboro, која се такође назива Битка Кедрова, енгл. Battle of the Cedars) 7. децембра  Даље, Томаса није преварила ова диверзија и остао је у својим утврђењима док није био спреман да нападне под својим условима. Бејтова дивизија и једна од две припојене пешадијске бригаде вратили су се у Нешвил, али је Худ озбиљно умањио своје већ слабије снаге, а такође је лишио своју војску најјаче и најпокретније јединице - Фореста и његове коњице.

## Супротстављене снаге

### Унија
Војска Уније (од око 55.000 људи) била је конгломерат јединица из неколико различитих армија привремено припојених Одсеку Камберленд (енгл. Department of the Cumberland) или Армији Камберленда генерал-мајора Џорџа Х. Томаса и састојала се од:
- 4. корпус, којим је командовао генерал-мајор Томас Ј. Вуд (енгл. Thomas J. Wood), са дивизијама којима су командовали бригадни генерали Нејтан Кимбал (енгл. Nathan Kimball), Вашингтон Лафајет Елиот (енгл. Washington Lafayette Elliott) и Самјуел Бити (енгл. Samuel Beatty);
- 23. корпус, којим је командовао генерал-мајор Џон М. Скофилд, са дивизијама којима су командовали генерал-мајор Дариус Н. Кауч (енгл. Darius N. Couch) и бригадни генерал Џејкоб Д. Кокс (енгл. Jacob D. Cox);
- „Одред војске Тенесија“ (некадашње Десно крило 16. корпуса), којим је командовао генерал-мајор. Ендру Ј. Смит, са дивизијама којима су командовали бригадни генерали Џон Макартур (енгл. John McArthur) и Кенер Жерар (енгл. Kenner Garrard) и пуковник Џонатан Б. Мур (енгл. Jonathan B. Moore);
- Привремени одред (округ Етова), којим је командовао генерал-мајор Џемс Б. Стидман (енгл. James B. Steedman), са дивизијом (названом „Привремена дивизија“) којом је командовао бригадни генерал Чарлс Крафт (енгл. Charles Cruft) и друге мање јединице;
- Коњички корпус, којим је командовао генерал-мајор Џемс Х. Вилсон, са дивизијама којима је командовали бригадни генерали Едвард М. МекКук (енгл. Edward M. McCook), Едвард Хеч (енгл. Edward Hatch), Ричард В. Џонсон (енгл. Richard W. Johnson) и Џозеф Ф. Книп (енгл. Joseph F. Knipe).

| - Генерал-мајор Џорџ Х. Томас, (Командант) - Генерал-мајор Џон Скофилд - Генерал-мајор Џемс Б. Стидман - Бригадни генерал Томас Ј. Вуд - Генерал-мајор Ендру Џексон Смит - Бригадни генерал Џемс Х. Вилсон |

### Конфедерација
Јужњачка Армија Тенесија под командом генерала Џона Б. Худа имала је око 30 000 људи и састојала се од 3 пешадијска и 1 коњичког корпуса:
- Лијев корпус, којим је командовао генерал-пуковник Стивен Д. Ли са 3 дивизије;
- Стјуартов корпус, којим је командовао генерал-пуковник Александар П. Стјуарт са 3 дивизије;
- Четамов корпус, којим је командовао генерал-мајор Бењамин Ф. Четам са 3 дивизије;
- Коњички корпус, (одвојен у Марфрисбороу и неангажован у Нешвилу), којим је командовао генерал-мајор Нејтан Б. Форест са 3 дивизије.

| - Генерал-потпуковник Џон Бел Худ, (Командант) - Генерал-мајор Бенџамин П. Четам - Генерал-потпуковник Стивен Д. Ли - Генерал-потпуковник Александар П. Стјуарт - Генерал-мајор Нејтан Бедфорд Форест |

## Томас се спрема за напад
Иако су Томасове снаге биле много јаче, није могао занемарити Худову војску. Упркос тешким губицима које је претрпела код Франклина, Худова Армија Тенесија представљала је претњу самим својим присуством и способношћу за маневрисање. Томас је знао да мора да нападне, али се опрезно припремио. Његовим коњичким корпусом, којим је заповедао енергични млади бригадни генерал Џемс Х. Вилсон, био је слабо наоружан и опремљен лошим коњима, и он није желео да крене у одлучујућу битку без ефикасне заштите својих бокова. Ово је било посебно важно, јер ће се Вилсон суочити са коњаницима страшног генерала Фореста. Преуређивање северњачке коњице захтевало је време.
У међувремену, у Вашингтону су беснели због овог одуговлачења. Када је Шерман предложио свој Поход на море, Јулисиз Грант и Хенри Халек су му се успротивили образложењем да ће Худ искористити прилику да нападне Тенеси. Као одговор, Шерман је лакомислено наговестио да је то управо оно што је желео и да ће га он лично, ако Худ „настави да маршира на север, све до Охаја, снабдевати храном“. Међутим, када је увек самоуверени Шерман нестао у срцу Џорџије, Грант се поново забринуо због могуће инвазије на Кентаки или Охајо. Грант је касније рекао о ситуацији, "Да сам био Худ, ишао бих у Луисвил и на север док не дођем у Чикаго". Његова забринутост несумњиво је одражавала забринутост Абрахама Линколна. Линколн је имао мало стрпљења за споре генерале и оценио је ситуацију, „Ово изгледа као Меклеланова и Росекранцова стратегија да не раде ништа, а пуштају побуњенике да пустоше по земљи“.
Док се притисак из Вашингтона настављао, оштра ледена олуја погодила је Нешвил 8. децембра, што је спречило било какву офанзивну акцију. Време испод нуле наставило се до 12. децембра. Ово је објашњено Гранту, али када се Томас још увек није покренуо до 13. децембра, Грант је наредио да генерал-мајор Џон А. Логан (енгл. John A. Logan) крене до Нешвила и преузме команду ако по његовом доласку Томас још није започео операцију. Логан је стигао до Луисвила до 15. децембра, али тог дана је коначно започела битка за Нешвил. Сам Грант напустио је Петербург 14. децембра да би преузео личну команду и стигао је до Вашингтона тек када је битка започела. Даље није наставио.

### Поморске акције
Јужњаци су поставили батерије у Белл'с Бенду на реци Камберленд испод Нешвила 2. децембра 1864. Одмах су имали успеха, заузевши тог дана два транспорта Уније који су носили коње, мазге и сточну храну. Морнаричка ескадра Уније у Нешвилу одговорила је у ноћи са 3. на 4. децембар. Док је главнина ескадре нападала горњу батерију, два брода, оклопњача Каронделет (енгл. USS Carondelet) и дрвени Ферплеј (енгл. USS Fairplay), наставили су до доње батерије где су поново заузели и извели два заробљена теретна брода.
Командант ескадре Уније, поручник Лирој Фич (енгл. LeRoy Fitch) добио је наређење да пробије речну блокаду. 7. децембра повео је своја два најтежа брода, оклопњачу УСС Каронделет и речни монитор Неошо, низводно да нападне батерије. Акција је била неодлучна, иако је Неошо претрпео знатну површинску штету. Двојица морнара са Неоша награђени су медаљом части за излазак на гранатама засуту палубу и подизање заставе брода након што је оборена хицем.
Јужњачке батерије ефикасно су затвориле реку испод Нешвила за снабдевање, све док их 15. децембра на крају није отерала коњица Уније.

## Битка

### 15. децембра

#### Акције на десном крилу Конфедерације
Томасов план био је покренути диверзиони напад на десницу Конфедерације који ће их одвратити од главног напада с леве стране и можда натерати да преусмере трупе с леве на десну страну. Нападачке снаге састојале су се од две бригаде састављене од Стидмановог Привременог Одељења: Прве Обојене Бригаде, која се састојала од три пука Обојених Трупа Сједињених Држава (које су раније служиле као гарнизонске трупе или железничке страже), и бригаде састављене од белих трупа позадинског ешалона описаних од њиховог команданта као „нови обвезници, реконвалесценти и плаћени регрути“.
Десница Конфедерације била је усидрена на западној страни дубоког усека на прузи Нешвил - Чатануга. Слаба стрељачка линија постављена је источно од колосека, а 14. децембра допуњена је чврстом лунетом са 4 топа у чијој је близини била Гранбуријева (Хафтонова након Гранбуријеве смрти у Франклину) Тексашка Бригада. Гранбуријева Лунета била је добро маскирана дрвећем и жбуњем.
Две северњачке бригаде јуришале су и прегазиле стрељачку линију. Потом су се нашли под јаком артиљеријском ватром конфедератске батерије на западној страни пруге. Када су бригаде пролазиле поред Гранбуријеве лунете, погодила их је врло јака ватра која је тукла из близине. Обе бригаде повукле су се у нереду, али су реформисане и наставиле су да остатак дана гађају утврђења Конфедерације са некадашње стрељачке линије. Напад није успео у својој сврси, јер јужњаци нису били ометени, а заправо су послали бригаде са Лијевог и Четамовог корпуса да ојачају угрожени леви бок.

#### Акције на левом крилу Конфедерације
Томас је планирао огроман заокрет који би се на крају спустио на изложени леви бок Конфедерације. Вилсонов коњички корпус кренуо је западно Шарлот Пајком чим се јутарња магла разишла, растерујући коњицу Конфедерације која је патролирала подручјем између левог крила Конфедерације и реке Камберланд. Уследио је Смитов одред 16. корпуса, скренувши на југ након отприлике миљу према боку Конфедерације. Коњаници су се формирали на Смитовом десном боку. Скофилдов 23. корпус следио је у резерви, а како се напад кретао према југу, отворио се јаз између Смита и Вилсона који је Скофилду наложено да попуни. Отприлике у 14:30, трупе Уније напале су пет редута који су чували левицу Конфедерације. Четири бригаде, две коњичке и две пешадијске, прегазиле су Редут број 4, а затим Редут број 5, упркос срчаном отпору бранилаца Редута број 4. Још једна Смитова бригада заузела је Редут број 3; међутим, њен командант, пуковник Силвестер Г. Хил, убијен је од стране артиљерије Конфедерације која је пуцала из Редута број 2. Био је највиши официр Уније убијен у бици. Смитове трупе су кренуле ка Редуту број 2, који је брзо освојен.
У међувремену, 4. корпус имао је задатак да изврши фронтални напад са брда Грени Вајт (енгл. Granny White Pike) и Хилсборо врха (енгл. Hillsboro Pikes) на левом крају линије Конфедерације. Напад је требао започети након што су Смитове трупе започеле напад на редуте левог бока. Линија Конфедерације требала је лежати на брду Монтгомери (енгл. Montgomery Hill) на северној страни Брауновог потока (енгл. Brown's Creek). Док су конфедералци тамо првобитно успоставили своју линију, повукли су се на једнако јаке положаје на јужној страни Брауновог потока, јер су првобитни положаји били изложени артиљеријској ватри из тврђава у Нешвилу. 4. корпус је намерно наставио уз Монтгомери Хил, само да би утврдио да га је бранила танка стрељачка линија. Зауставили су се да би се реорганизовали и отприлике у исто време када је Смитов одред освајао редуте Конфедерације, напали су на главној линији Конфедерације.
Тако се догодило да Редут број 1, последњи бастион на левом боку Конфедерације, заузеле су трупе које су долазиле са севера, југа и запада. Стјуартов корпус је уништен током дневних борби и повукао се на нову линију одбране на километар или два јужније. Позадинске акције појачања из Лијевог корпуса спречавале су да повлачење постане бекство. Колапсом левог крила Конфедерације, Четамов и Лијев корпус су се повукли до нове линије.

### 16. децембра

#### Нови распоред војске Конфедерације
Нова линија Конфедерација била је много јача и компактнија од линије првог дана. Била је усидрена на истоку на брду Пич Орчард (енгл. Peach Orchard Hill). Западни бок ишао је дуж линије брда која су водила на југ од Комптоновог брда (енгл. Compton's Hill), а које ће се након ове битке назвати Шајево Брдо (енгл. Shy's Hill) по пуковнику Вилијаму М. Шају (енгл. William M. Shy), официру Конфедерације који је командовао 20. пешадијским пуком Тенесија, који је погинуо бранећи га. Центар је пратио серију чврстих зидова од наслаганог камена, ојачаних рововима.
Худ је Лијев корпус ставио на десни бок. Изузев две бригаде, овај корпус претходног дана није видео никакву акцију, а заиста је видео врло мало акције у крвопролићу код Франклина две недеље раније. Лијева линија пролазила је са брда дубоко у центар Конфедерације. Стјуартов корпус, десеткован великим губицима код Франклина и у акцијама 15. децембра, заузео је центар Конфедерације. Четамов корпус, тешко повређен код Франклина, налазио се на левом боку Конфедерације, који је обухватао Шајево Брдо и низ брда на његовом југу. Рукерова коњичка бригада патролирала је јужно од Четамовог корпуса.
Чинило се да је обрамбена линија Конфедерације на врху Шајевог Брда била прилично јака, јер је стрмо брдо доминирало свим околним тереном. Међутим, изглед је заваравао. Прво, одбрана на гребену била је истакнута и била је изложена артиљеријској ватри Уније из свих праваца, осим са југоистока. Друго, утврђења су преко ноћи изградиле уморне трупе и састојала су се од плитких ровова без крова или грудобрана. Треће и најсудбоносније, ровови су изграђени на географском гребену брда, а не на војном гребену који је доминирао падинама, тако да су нападачке трупе могле да избегну ватру док скоро не дођу до гребена.

#### Томасов план
Томас је поновио своју тактику од претходног дана. Извршио би се напад на десно крило Конфедерације, да би се Конфедерацијске трупе повукле с леве стране. Тада би Скофилдов 23. корпус задао главни ударац и начинио пробој на левом боку.

#### Напад Уније на брдо Пич Орчард
Напади на брдо Пич Орчард извршени су у много већој снази од оних 15. децембра. Две бригаде из Битијеве дивизије Вудовог 4. корпуса и две бригаде из Стидмановог Привременог одреда извршиле су напад око 15:00. Концентрисана пушчана и артиљеријска ватра укопаних Јужњака брзо су разбили напад. Заостали пук из 2. Обојене Бригаде Стидманове дивизије, 13. пук Обојених Трупа Сједињених Држава, напао је скоро сам и освојио утврђење Конфедерације, изгубивши притом једну од својих застава и 220 официра и људи, око 40% снага пука.
Напад на брдо Пич Орчард имао је жељени ефекат. Худ је послао две Четамове бригаде да појачају Лија. Танка линија Конфедерације на Шајевом Брду и околним висовима постала је тања.

#### Напад Уније на Шајево брдо
У то време Вилсонова коњица била је врло активна на левој и задњој страни Конфедерације, пролазећи поред врха Грени Вајт. Као одговор, Четам је развлачио свој корпус све даље на југ. Томас, који је био са Скофилдом, упутио је Скофилда да изврши напад на западну страну Шајевог брда. Скофилд је, мислећи да је надмашен и да је у опасности од напада на свом јужном боку, оклевао, тражећи да му Смит пошаље додатне дивизије. Томас је наредио Смиту да удовољи овом захтеву. Смит је послао дивизију, али Скофилд и даље није учинио ништа.
Залазак сунца се брзо приближавао, и ако пре тога не буде извршен напад, Худ би могао или ојачати свој положај преко ноћи или се сигурно повући на југ.
Бригадни генерал Џон Макартур, један од Смитових команданата дивизија, био је свестан тога. Такође је видео да је линија Конфедерације била снажно нападнута артиљеријом Уније која је на њих пуцала из скоро свих праваца. Око 15:30. послао је поруку Смиту и Томасу да ће његова дивизија, уколико не добије супротна наређења, напасти Шајево Брдо и линију Конфедерације одмах на исток у наредних пет минута.
Напад три бригаде започео је по плану Макартура. Једна бригада се попела горе и прешла Шајево Брдо. Због погрешно постављених ровова Конфедерације, само је пук на истоку претрпео значајне жртве од Јужњака, који су пуцали из равнице лево од њега. Макартурова друга бригада напала је ове Конфедерате док су били заузети гађањем. Трећа бригада, нападајући источно од врха Грени Вајт, напала је велики одред конфедералних стрелаца изван њихових линија и продрла за њима у конфедерацијске линије.

#### Леви бок Конфедерације се распада
Леви бок Конфедерације изненада се распао. Линија Конфедерације потиснута је од запада ка истоку. Вилсонова коњица блокирала је врх Грени Вајт. Конфедералци су се повукли на југ поред врха Франклин (енгл. Franklin Pike) и кроз пролаз у брду Овертон (енгл. Overton Hills), кроз дно потока Отер (енгл. Otter Creek). Део Лијевог корпуса одржавао је добар ред и покривао повлачење на врху Франклин. Рукерова коњичка бригада Конфедерације извршила је исту службу у ноћној борби прса у прса по киши на врху Грени Вајт.

### Худово повлачење
У ноћи 16. децембра оно што је остало од Худове војске кренуло је на југ према Франклину користећи два пута, Франклин Пајк и Грени Вајт Пајк. Рукер је за неко време задржао потеру Уније на врху Грени Вајт, а главну потеру водила је коњица Уније на Франклин Пајк. Лијева позадина задржавала је нападе.
У овом тренутку, гоњење се успорило, јер је Томас послао своју опрему за понтонски мост према Марфрисбороу, а не према Франклину и Колумбији, а његови артиљеријски и опскрбни возови нису могли прећи реку Харпет док није стигао понтонски воз. То није спречило Вилсонову коњицу да агресивно следи јужњаке док су се повлачили у Колумбију. Вилсон је тешко оштетио дивизију Картера Л. Стивенсона (енгл. Carter L. Stevenson), која је била у заштитници, у акцијама 17. и 18. децембра, али је био присиљен да се заустави због недостатка залиха. Вилсонови проблеми су се повећали када су Форест и његове две коњичке дивизије стигле у Колумбију из Марфрисбороа 18. децембра .
Дана 19. децембра пешадија и артиљерија Конфедерације прешла је реку Дак (енгл. Duck River) код Колумбије, уништавајући мостове иза себе. Форест је преузео контролу над позадином, прикључивши импровизовану пешадијску дивизију под бригадним генералом Едвардом Ц. Волтхолом (енгл. Edward C. Walthall) свом коњичком корпусу.
Због погрешно послатог понтонског моста, Томас није могао да пређе реку Дак до 23. децембра. Вилсон је наставио енергичну потеру, али га је Форест осујетио током наредна три дана у напорним борбеним акцијама заштитнице на потоку Ричланд (енгл. Richland Creek), Антонијевом брду (енгл. Anthony's Hill) и потоку Шугар (енгл. Sugar Creek). Худ је успео да своју војску пребаци преко реке Тенеси на понтонском мосту у близини Бејнбриџа у Алабами (енгл. Bainbridge, Alabama) до 28. децембра. Томас је затражио од контраадмирала С. П. Лија, који је заповедао поморском ескадром реке Тенеси, да уништи мост Конфедерације. Међутим, низак водостај и артиљерија Конфедерације спречили су оклопне топовњаче Уније да омету прелазак.
Стидманов Привремени одред послан је железницом из Нешвила у Чатанугу, а одатле речним паробродом у Декатур у Алабами (енгл. Decatur, Alabama), да пресече Худово повлачење. Његова војска стигла је прекасно да омете прелаз. Међутим, Стидманова коњица под командом пуковника Вилијама Џексона Палмера (енгл. William Jackson Palmer) заробила је понтонски мост Конфедерације 30. децембра заједно са великим бројем кола за снабдевање.
То је означило крај потере војске Уније.

## Последице

### Жртве
Губитак војске Уније у бици износио је 387 убијених, 2.562 рањених и 112 несталих.
Како је само неколико јединица Конфедерације поднело извештаје о бици, тешко је утврдити жртве Конфедерације. Томас је известио да је у самој бици заробио 4.561 људи, а непознати број заробљен је током повлачења. Историчари процењују да је 2.500 конфедераната убијено и рањено у Нешвилу.
Војска Тенесија кренула је у кампању за средњи Тенеси са приближно 38.000 људи, не рачунајући Форестову коњицу. Војска је претрпела озбиљне жртве у Спринг Хилу, Франклину и Нешвилу и претрпела најмање 2.000 дезертерстава у другом делу кампање. 20. јануара Худ је известио о ефективној снази од 18.742, опет не рачунајући Форестову коњицу. Генерал Пјер Борегар (енгл. Pierre Gustave Toutant-Beauregard), Худов номинални претпостављени, обавестио је председника Конфедерације 13. јануара да војска Тенесија има мање од 15.000 људи.

### Реакције и ефекти
Битка код Нешвила означила је ефективни крај Армије Тенесија. Историчар Давид Ајхер приметио је: „Ако је Худ смртно ранио своју војску код Франклина, убио ју је две недеље касније у Нешвилу.“  Иако је Худ за читав пораз окривио своје потчињене и саме војнике, његова каријера је била готова. Повукао се са војском у Тупело, Мисисипи, поднео оставку на команду 13. јануара 1865. и није му дата друга команда на терену све до краја рата.
- Споменик на битку код Нешвила на раскрсници Granny White Pike и Clifton Lane.
- Споменик борцима из Минесоте на Националном гробљу у Нешвилу.
- Споменик Обојеним Трупама САД на Националном гробљу у Нешвилу.
- Споменик на врху Шајевог Брда.